# ZAK
ZAK (Sterile alpha motif and leucine zipper containing kinase AZK)은 인간 유전자이다.
이 유전자는 신호 전달 분자의 MAPKKK 패밀리의 구성원이며 N 말단 키네이스 촉매 도메인, 류신 지퍼 모티프 및 SAM (Sterile-Alpha Motif)이 뒤따르는 단백질을 암호화한다. 이 마그네슘 결합 단백질은 동종 이량체를 형성하며 세포질에 위치한다. 단백질은 감마선 신호를 매개하여 세포 주기를 정지시키고 이 단백질의 활성은 세포에서 세포 검문 지점 조절에 역할을 한다. 또한 단백질은 전세포자살(pro-apoptotic) 활성을 가지고 있다. 상이한 동형체를 암호화하는 대체 전사 스플라이스 변이체가 특성화되었다.

## 상호작용
ZAK는 ZNF33A와 상호작용하는 것으로 나타났다.